# Строма (гістологія)
Строма (грец. stroma — килим) у гістології — основа органів тварин, яка складається з пухкої або щільної волокнистої неоформленої сполучної тканини, в якій проходять кровоносні та лімфатичні судини, нервові елементи. Між елементами строми міститься паренхіма органів. Строма виконує також захисну функцію, оскільки її елементи здатні до фагоцитозу. Ретикулярна строма, яка утворена ретикулярною тканиною, складає основу кровотворних органів (кістковий мозок, селезінка, лімфатичні вузли) та бере участь в утворенні клітин крові.